# Komisariat Straży Granicznej „Miruszyno”
Komisariat Straży Granicznej „Miruszyno” – jednostka organizacyjna Straży Granicznej pełniąca służbę ochronną na granicy państwowej w latach 1928–1939.

## Formowanie i zmiany organizacyjne
Rozporządzeniem Prezydenta Rzeczypospolitej Polskiej Ignacego Mościckiego z 22 marca 1928, do ochrony północnej, zachodniej i południowej granicy państwa, a w szczególności do ich ochrony celnej, powoływano z dniem 2 kwietnia 1928 Straż Graniczną.
Rozkazem nr 2 z 19 kwietnia 1928 w sprawach organizacji Pomorskiego Inspektoratu Okręgowego dowódca Straży Granicznej gen. bryg. Stefan Pasławski przydzielił komisariat „Miruszyno” do Inspektoratu Granicznego nr 5 „Gdynia” i określił jego strukturę organizacyjną. W rozkazie organizacyjnym z kwietnia 1929 komisariat nie występuje.

## Służba graniczna
Kierownik Pomorskiego Inspektoratu Okręgowego Straży Granicznej mjr Józef Zończyk w rozkazie organizacyjnym nr 2 z 8 czerwca 1928 udokładnił linie rozgraniczenia komisariatu. Granica południowa: Swarzewo; granica północna: Karwińskie Błota (wył.).
Sąsiednie komisariaty
- komisariat Straży Granicznej „Puck” ⇔ komisariat Straży Granicznej „Krokowa” − 1928

## Struktura organizacyjna
Organizacja komisariatu w maju 1928:
- komenda − Miruszyno
- placówka Straży Granicznej I linii „Wielka Wieś”
- placówka Straży Granicznej I linii „Rozewie”
- placówka Straży Granicznej I linii „Ostrów”
- placówka Straży Granicznej II linii „Miruszyno”